# Thut (Familienname)

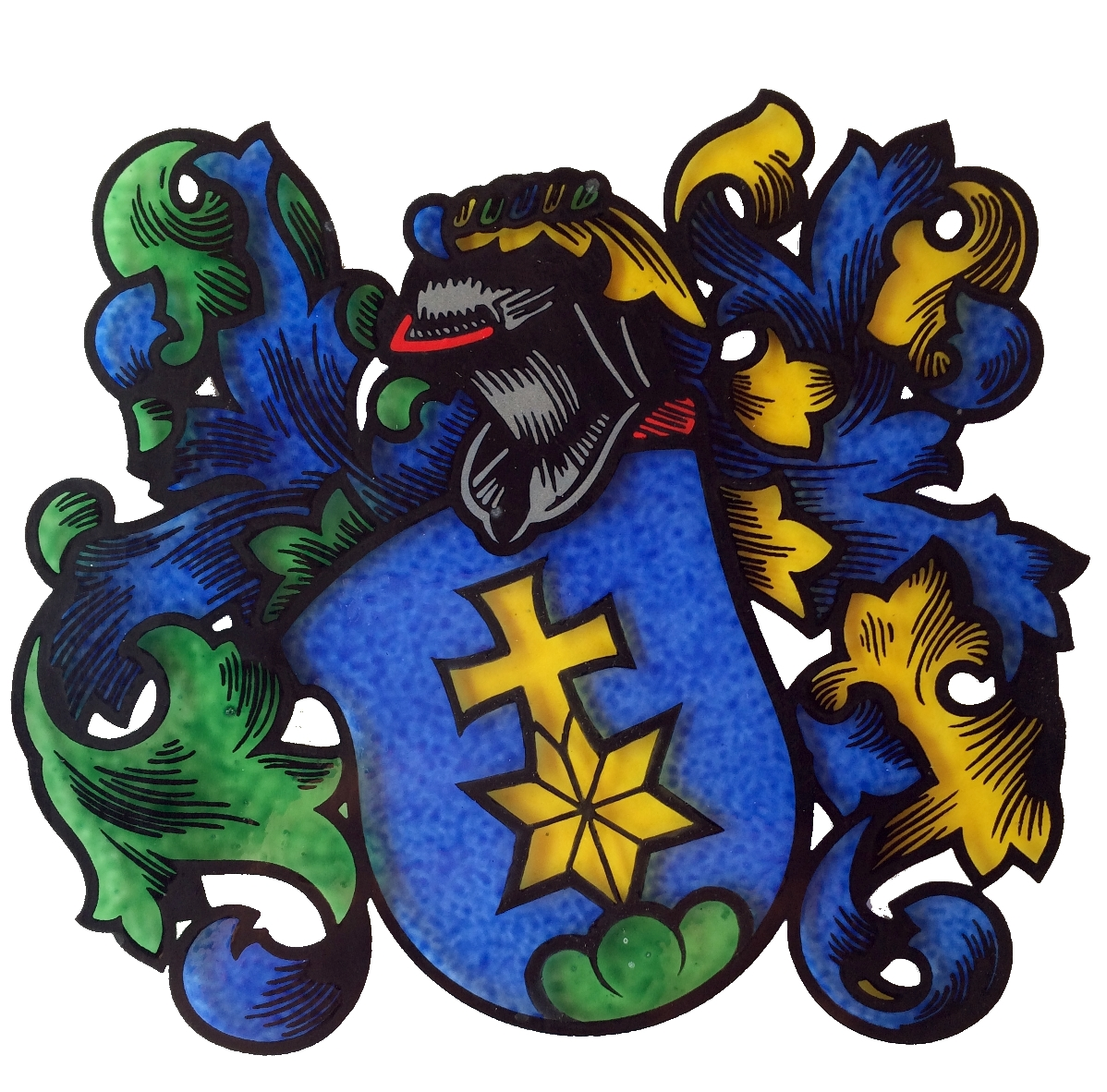
Das Familienwappen der Thut von Seengen

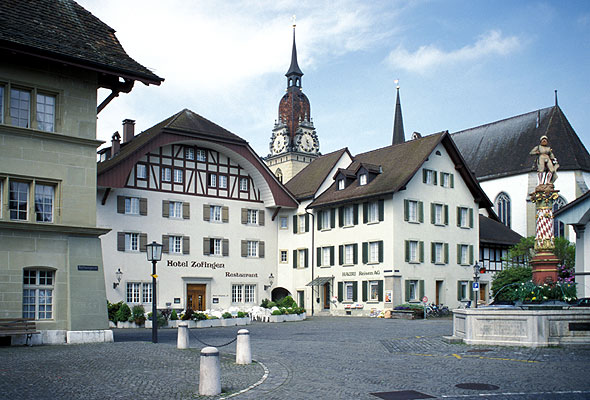
Thut-Platz in Zofingen, benannt nach Niklaus Thut

Thut ist ein Schweizer Familienname, welcher erstmals im 15. Jahrhundert erwähnt wird. Namensträger sind heute vor allem in der Schweiz vertreten. Aufgrund Auswanderer findet man den Familiennamen heute auch in den USA, in Deutschland, Rumänien und Teilen Südamerikas.

## Geschichtliche Erwähnungen
Aufgrund der frühen Erwähnung in den Jahrzeitenbüchern der Kirche Seengen im Kanton Aargau sowie der guten Beziehung zu den Herren von Hallwyl müssen die Thut ein angesehenes Geschlecht dieses Dorfes gewesen sein.
Nebst dem im Jahrzeitenbuch erwähnten Tavernenwirt Heini Thut liest man auch, dass einige der Familie Thut das Amt eines Untervogts bekleideten. 1477 zog ein Hans Thut mit den Eidgenossen in die Schlacht bei Nancy.
Eine weitere interessante Persönlichkeit war der aus dem Glarnerland stammende Melchior Thut. Der im Jahre 1736 geborene, 2,32 Meter grosse Riese wurde als Schausteller, gekleidet in Schweizer Söldner Uniform, in Europa bekannt. Später arbeitete er als Lieblingsdiener am Hof des Herzogs Carl Eugen von Württemberg.
Einer der bekanntesten Menschen mit dem Namen Thut war der ehemalige Schultheiss Niklaus Thut der damals noch habsburgischen Stadt Zofingen im Kanton Aargau. Er zog 1386 als Fahnenträger der Stadt Zofingen mit den Habsburgern gegen die Eidgenossen in die Schlacht bei Sempach. Angeblich schluckte er kurz vor seinem Tod das Zofinger Banner herunter, um die Fahne und somit auch den Zugriff auf die Stadt Zofingen durch die Eidgenossen zu bewahren. Diese Geschichte entwickelte sich erst nach der ersten Überlieferung im 16. Jahrhundert zum eigentlichen Stadtmythos der Stadt Zofingen, der bis heute anhält.
Mit der Epoche der Auswanderer nach Amerika zog es auch einige Familien mit Namen Thut in die USA. Der 1837 in Oberentfelden (Kanton Aargau) geborene Samuel Thut gründete eine Bürstenfabrik, welche später von seinem Schwager Walther übernommen wurde und mit dem Namen «Walther AG Bürstenfabrik» die Geschichte Oberentfeldens prägte. Samuel Thut wanderte mit seiner Familie nach Medford (Wisconsin) aus, da er sich dort ein besseres Leben erhoffte. Heute leben noch Nachkommen von Samuel Thut in Wisconsin.
Auch der 1733 geborene Rudolf Thut, welcher als Wiedertäufer verfolgt und bedrängt wurde, wanderte mit seiner Familie in den Bundesstaat Ohio aus. Einer der Nachkommen gründete als Bischof eine noch heute bestehende Mennoniten-Gemeinde.

## Thut in der Schweiz
Den Familiennamen Thut findet man über die ganze Schweiz, wobei es nur folgende Heimatorte gibt, in denen die Thut bis ins 17. Jahrhundert zurückreichen:
- Thut von Seengen
- Thut von Oberentfelden (ursprünglich von Seengen)
- Thut von Linthal (Kanton Glarus), bisher keine belegbare Verbindung zu den Thut von Seengen vorhanden
- Thut von Sempach (Kanton Luzern), bisher keine belegbare Verbindung zu den Thut von Seengen vorhanden

## Stammbaum
Von den Thut von Seengen existiert ein Online-Stammbaum, welcher sich über 20 Generationen erstreckt.